# فوزي النشاشيبي
فوزي النشاشيبي (1901-) هو كاتب ومترجم فلسطيني، ولد في مدينة القدس، وتلقى تعليمه في المكتب السلطاني بالمعهد العثماني ومن ثم أكمل دراسته في الرشيدية عام 1920، وبعدها عمل في مجال التدريس حتى عام 1942، وكان فوزي من طلائع الكشفيين الفلسطينيين، حيث حصل فوزي على الشارة الخشبية (وسام الغاب) وفي عام 1931 حصل على وسام الإستحقاق الكشفي.
ألف النشاشيبي كتاب بعنوان (الكشاف الراقي) وطبعته مطبعة بيت المقدس عام 1946 بطبعته الثانية.

## حياته المهنية
أنشا أول فرقة كشفية في المدرسة الرشيدية عام 1926، وعين سكرتيراً للجمعية المحلية للكشافة في القدس ثم أصبح رئيساً لها، ثم أنتخب عام 1943 رئيساً لجمعية الكشاف العربي الفلسطيني، وكتب وترجم مجموعة من المقالات حول الكشافة في الصحف الفلسطينية، وفي الرابع من نوفمبر عام 1946 كتب حول علاقة الكشافة والوطنية مسلطاً الضوء على ما يمكن أن يتعلمه المرء من أخلاق وقيم وطنية خلال التحاقه بالكشافة.